# Festival RTP da Canção 2022
El Festival RTP da Canção 2022 fue la LVI edición del tradicional festival de la canción portuguesa. Este festival sirvió como preselección para elegir al representante luso en el Festival de la Canción de Eurovisión 2022. La final se celebró el 12 de marzo de 2022 en los estudios de la RTP en la capital Lisboa, contando con dos semifinales previas llevadas a cabo en la misma sede los días 5 y 7 de marzo. La canción ganadora y, por tanto, representante de Portugal en Eurovisión, fue «Saudade, saudade» de MARO, quien obtuvo la máxima puntuación de 24 puntos posibles, recibiendo los 12 puntos tanto del jurado regional como del televoto.

## Organización

### Formato
La competencia consistió en dos semifinales y una final. En total compitieron 20 canciones aspirantes divididas entre las dos semifinales, es decir, participaron 10 en cada una. En cada semifinal, las cinco canciones más votadas entre el panel de jurado profesional compuesto por 7 profesionales invitados por la RTP (50%) y el televoto (50%) pasaron directamente a la final, siendo convertidos los resultados de ambos en una votación al estilo de Eurovisión: 12 puntos al mejor puntuado, 10 puntos al segundo y 8-1 al resto de las canciones en orden decreciente. En caso de empate en la última posición de clasificación, avanzó la(s) canción(es) mejor(es) puntuada(s) por el jurado.
En dicha final, las diez canciones clasificadas volvieron a ser interpretadas, siguiendo el mismo sistema de votación que en las galas anteriores solo cambiando el panel del jurado profesional por 7 paneles de 3 profesionales cada uno, que representaron las 7 regiones del territorio luso: Norte, Centro, Lisboa y Valle del Tajo, Alentejo, Algarve, Madeira y Azores. En caso de empate tras la sumatoria del jurado y el televoto en el primer lugar, vencería la canción mejor puntuada por el televoto.
De esta forma se determinó la canción ganadora y representante de Portugal en el Festival de la Canción de Eurovisión 2022.

### Presentadores
Cada gala del festival fue presentada por una dupla de presentadores diferentes:
| Presentador             | Profesión                                                   | Gala                                                |
| ----------------------- | ----------------------------------------------------------- | --------------------------------------------------- |
| Jorge Gabriel           | Presentador de televisión y periodista                      | 1era. Semifinal                                     |
| Sónia Araújo            | Presentadora de televisión                                  | 1era. Semifinal                                     |
| José Carlos Malato      | Presentador de televisión y locutor de radio                | 2da. Semifinal                                      |
| Tânia Ribas de Oliveira | Presentadora de televisión                                  | 2da. Semifinal                                      |
| Vasco Palmeirim         | Presentador de televisión y locutor de radio                | Final                                               |
| Filomena Cautela        | Presentadora de televisión y actriz                         | Final                                               |
| Inês Lopes Gonçalves    | Presentadora de televisión, locutora de radio y comediante  | Green Room (semifinales y final)                    |
| Hugo van der Ding       | Presentador de televisión, locutor de radio y caricaturista | Green Room y medios digitales (semifinales y final) |

### Jurado
Durante las semifinales, el 50% de la votación recayó en un panel de 7 jurados profesionales previamente seleccionado por la RTP:
| Presentador      | Profesión                                                  |
| ---------------- | ---------------------------------------------------------- |
| Dino D’Santiago  | Músico, compositor y activista                             |
| Dulce Pontes     | Cantante y compositora de fado                             |
| Miguel Cadete    | Periodista                                                 |
| Pedro Granger    | Actor y presentador de televisión                          |
| Surma            | Cantante                                                   |
| Tatanka          | Cantante y compositor, vocalista del grupo The Black Mamba |
| Teresa Salgueiro | Cantautora                                                 |

#### Jurado Regional
Durante la final, el 50% de la votación recayó en 7 ternas de jurados representantes de las 5 regionales continentales de Portugal y los dos archipiélagos autónomos:
| Región                  | Miembro del jurado       | Profesión                                               |
| ----------------------- | ------------------------ | ------------------------------------------------------- |
| Norte                   | Jorge Romão (portavoz)   | músico                                                  |
| Norte                   | André Tentúgal           | músico, participante del FdC 2019 como compositor       |
| Norte                   | Joana Brandão            | mánager                                                 |
| Centro                  | Jacinta (portavoz)       | cantante de jazz                                        |
| Centro                  | Gomo                     | músico                                                  |
| Centro                  | mema.                    | cantante, participante del FdC 2021                     |
| Lisboa y Valle del Tajo | Miguel Ângelo (portavoz) | cantantautor, participante del FdC 2018 como compositor |
| Lisboa y Valle del Tajo | Joana Alegre             | cantante, participante del FdC 2021                     |
| Lisboa y Valle del Tajo | Mariana Norton           | actriz y cantante                                       |
| Alentejo                | Jéssica Pina (portavoz)  | cantante y compositora                                  |
| Alentejo                | Duarte                   | fadista                                                 |
| Alentejo                | Paulo Ribeiro            | músico y programador cultural                           |
| Algarve                 | Pete tha Zouk (portavoz) | DJ                                                      |
| Algarve                 | Diana Silveira           | cantante y participante del FdC 2015                    |
| Algarve                 | Paulo Silva              | programador cultural                                    |
| Madeira                 | Elisa (portavoz)         | cantante, participante y ganadora del FdC 2020          |
| Madeira                 | Catarina Faria           | programadora cultural                                   |
| Madeira                 | Tiago Sena Silva         | músico                                                  |
| Azores                  | Romeu Bairos (portavoz)  | cantante y participante del FdC 2021                    |
| Azores                  | Eugénia Contente         | guitarrista                                             |
| Azores                  | Herberto Quaresma        | presentador de radio                                    |

## Participantes

### Compositores
El 8 de septiembre de 2021, la RTP publicó el reglamento del Festival da Canção, abriendo su plazo de recepción de canciones ese mismo día hasta el 21 de octubre. La RTP confirmó que serían veinte participantes en el festival, dando la convocatoria abierta a cuatro participantes mientras los restantes 16 serían seleccionados mediante las invitaciones directas de la misma televisora. Dos días después del cierre del plazo de recepción de canciones, la prensa portuguesa confirmó que se recibieron más de 600 candidaturas. El 4 de noviembre de 2021 se anunciaron a los veinte compositores seleccionados.
Los 16 compositores seleccionados por medio de invitación directa fueron:
| - Agir - Aurea - Blacci - Cubita | - DJ Marfox - Fábia Rebordão - Fado Bicha - FF | - Joana Espadinha - Kumpania Algazarra - MARO - Norton | - Os Azeitonas - PZ - SYRO - Valas |

Mientras los 4 compositores seleccionados por medio de la convocatoria abierta fueron:
- Pedro Marques
- Pepperoni Passion
- TheMisterDriver
- Tiago Nogueira

### Canciones
El 21 de enero de 2022, fueron anunciados los títulos y los intérpretes de las canciones seleccionadas, siendo publicados los lyrics videos ese mismo día en el sitio oficial del festival en YouTube y fue publicado el álbum recopilatorio distribuido por el sello Universal de los temas en plataformas digitales.
| Artista                | Canción (Traducción)                                          | Idioma                                                              | Compositor Invitado | Música & Letra                                                                                              | Selección           |
| ---------------------- | ------------------------------------------------------------- | ------------------------------------------------------------------- | ------------------- | --- | ------------------- |
| Aurea                  | «Why?» (¿Por qué?)                                            | Inglés                                                              | Aurea               | Música: Rui Massena Letra: Aurea                                                                            | Invitado por RTP    |
| Blacci                 | «Mar no Fim» (Al final, el mar)                               | Portugués                                                           | Blacci              | Música: Blacci, Gonzalo, Iolanda, Edu Monteiro, Hits Mike, Liam Cole, Stego Letra: Blacci, Gonzalo, Iolanda | Invitado por RTP    |
| Cubita                 | «Uma Mensagem Tua» (Un mensaje tuyo)                          | Portugués                                                           | Cubita              | Música: Scardini, Cubita Letra: Cubita                                                                      | Invitado por RTP    |
| Diana Castro           | «Ginger Ale» (Ginger ale)                                     | Portugués                                                           | Joana Espadinha     | Música: Joana Espadinha Letra: Joana Espadinha                                                              | Invitado por RTP    |
| Fado Bicha             | «Povo Pequenino» (Gente pequeñita)                            | Portugués                                                           | Fado Bicha          | Música: João Caçador, Lila Tiago Letra: Lila Tiago                                                          | Invitado por RTP    |
| FF                     | «Como É Bom Esperar Alguem» (Como es bueno esperar a alguien) | Portugués                                                           | FF                  | Música: FF Letra: FF                                                                                        | Invitado por RTP    |
| Inês Homem de Melo     | «Fome de Viagem» (Hambre de viajes)                           | Portugués, Inglés, Alemán, Español, Ruso, Francés, Sueco e Italiano | Pedro Marques       | Música: Pedro Marques Letra: Galileu Granito                                                                | Selección abierta   |
| Jonas                  | «Pontas Soltas» (Cabos sueltos)                               | Portugués                                                           | Fábia Rebordão      | Música: Fábia Rebordão Letra: Fábia Rebordão                                                                | Invitado por la RTP |
| Kumpania Algazarra     | «A Minha Praia» (Mi playa)                                    | Portugués                                                           | Kumpania Algazarra  | Música: Luís Barrocas, Francisco Amorim Letra: Luís Barrocas                                                | Invitado por la RTP |
| MARO                   | «Saudade, Saudade» (Nostalgia, nostalgia)                     | Portugués, Inglés                                                   | MARO                | Música: Maro, John Blanda Letra: Maro                                                                       | Invitado por la RTP |
| Milhanas               | «Corpo de Mulher» (Cuerpo de mujer)                           | Portugués                                                           | Agir                | Música: Agir Letra: Agir                                                                                    | Invitado por la RTP |
| Norton                 | «Hope» (Esperanza)                                            | Inglés                                                              | Norton              | Música: Norton Letra: Norton                                                                                | Invitado por la RTP |
| O Vampiro Submarino    | «Ao Lado de Mim» (A mi lado)                                  | Portugués                                                           | PZ                  | Música: PZ Letra: PZ                                                                                        | Invitado por la RTP |
| Os Azeitonas           | «Solta a Voz e Canta» (Suelta la voz y canta)                 | Portugués                                                           | Os Azeitonas        | Música: Mário Brandão, João Salcedo Letra: Mário Brandão                                                    | Invitado por la RTP |
| Os Quatro e Meia       | «Amanhã» (Mañana)                                             | Portugués                                                           | Tiago Nogueira      | Música: Tiago Nogueira Letra: Tiago Nogueira                                                                | Selección abierta   |
| Pepperoni Passion      | «Código 30» (Código 30)                                       | Portugués                                                           | Pepperoni Passion   | Música: António Santos, Pedro Ferreira, João Reis Letra: António Santos, Pedro Ferreira, João Reis          | Selección abierta   |
| Pongo e Tristany       | «DÉGRÁ.DÊ» (Degradado)                                        | Portugués                                                           | DJ Marfox           | Música: DJ Marfox Letra: Pongo, Tristany                                                                    | Invitado por la RTP |
| SYRO                   | «Ainda Nos Temos» (También nos tenemos)                       | Portugués                                                           | SYRO                | Música: SYRO, Ariel, Gonzalo Tau Letra: SYRO                                                                | Invitado por la RTP |
| TheMisterDriver        | «CaliSun» (Sol de California)                                 | Inglés, Portugués                                                   | TheMisterDriver     | Música: TheMisterDriver Letra:TheMisterDriver                                                               | Selección abierta   |
| Valas & Os Astronautas | «Odisseia» (Odisea)                                           | Portugués                                                           | Valas               | Música: Valas & Os Astronautas Letra: Valas                                                                 | Invitado por la RTP |

## Festival

### Semifinales

##### Semifinal 1
La primera semifinal se celebró en los estudios de la RTP el 5 de marzo de 2022, siendo presentada por Jorge Gabriel y Sónia Araújo. Actuaron como invitados los ganadores del festival anterior, The Black Mamba con su nuevo sencillo «Sweet Amsterdam», la cantante Rita Redshoes con la canción ganadora del festival en 1992, «Amor D'Água Fresca» y el grupo Expensive Soul haciendo un homenaje a la banda portuguesa Heróis do Mar. 
Los resultados de la semifinal revelados una semana tras la finalización del festival, dieron como ganadora a MARO con Saudade, saudade tras obtener 22 puntos, siendo la mejor valorada del jurado y la segunda en la votación del público. Los ganadores de la votación del público, el grupo Os Quatro e Meia, obtuvieron el segundo lugar con 18 puntos. Los 3 restantes clasficados fueron FF, Diana Castro y Aurea.
| N.º | Artista                  | Canción                     | Jurado | Televoto | Lugar | Puntos |
| --- | ------------------------ | --------------------------- | ------ | -------- | ----- | ------ |
| 1   | Os Quatro e Meia         | «Amanhã»                    | 6      | 12       | 2     | 18     |
| 2   | TheMisterDriver          | «CaliSun»                   | 1      | 1        | 10    | 2      |
| 3   | Diana Castro             | «Ginger Ale»                | 10     | 4        | 4     | 14     |
| 4   | FF                       | «Como é bom esperar alguém» | 8      | 8        | 3     | 16     |
| 5   | Norton                   | «Hope»                      | 2      | 5        | 7     | 7      |
| 6   | Aurea                    | «Why?»                      | 7      | 7        | 5     | 14     |
| 7   | Kumpania Algazarra       | «A Minha Praia»             | 3      | 2        | 9     | 5      |
| 8   | MARO                     | «Saudade Saudade»           | 12     | 10       | 1     | 22     |
| 9   | Valas and Os Astronautas | «Odisseia»                  | 4      | 3        | 8     | 7      |
| 10  | Fado Bicha               | «Povo Pequenino»            | 5      | 6        | 6     | 11     |

#### Semifinal 2
La segunda semifinal se celebró en los estudios de la RTP el 7 de marzo de 2022 en el marco del 65° aniversario de la televisora, siendo presentada por José Carlos Malato y Tânia Ribas de Oliveira. Actuaron como invitados el grupo The Legendary Tigerman, los cantantes Samuel Úria y Lena D'Água con el grupo Capitão Fausto haciendo un homenaje al cantante José Cid, además de la representante española en Eurovisión 2022, Chanel.
Los resultados de la semifinal revelados una semana tras la finalización del festival, dieron como ganadora a Milhanas con el tema «Corpo de mulher» con 20 puntos obteniendo la máxima puntuación del jurado y la tercera del televoto. La ganadora del televoto Inês Homem de Melo obtuvo el segundo lugar con 19 puntos. El resto de clasificados fueron Pongo e Tristany, SYRO y Pepperoni Passion.
| N.º | Artista             | Canción               | Jurado | Televoto | Lugar | Puntos |
| --- | ------------------- | --------------------- | ------ | -------- | ----- | ------ |
| 1   | Os Azeitonas        | «Solta a Voz e Canta» | 5      | 4        | 7     | 9      |
| 2   | Cubita              | «Uma Mensagem Tua»    | 1      | 1        | 10    | 2      |
| 3   | Inês Homem de Melo  | «Fome de viagem»      | 7      | 12       | 2     | 19     |
| 4   | SYRO                | «Ainda nos temos»     | 4      | 10       | 4     | 14     |
| 5   | Pepperoni Passion   | «Código 30»           | 8      | 5        | 5     | 13     |
| 6   | Milhanas            | «Corpo de mulher»     | 12     | 8        | 1     | 20     |
| 7   | O Vampiro Submarino | «Ao Lado de Mim»      | 2      | 2        | 9     | 4      |
| 8   | Jonas               | «Pontas Soltas»       | 6      | 7        | 6     | 13     |
| 9   | Blacci              | «Mar no fim»          | 3      | 3        | 8     | 6      |
| 10  | Pongo e Tristany    | «DÉGRÁ.DÊ»            | 10     | 6        | 3     | 16     |

### Final
La final se celebró en los estudios de la RTP el 12 de marzo de 2022 siendo presentada por Vasco Palmeirim y Filomena Cautela. Actuaron como invitados los ganadores del Festival da Canção anterior, The Black Mamba con «Love Is On My Side». También actuó el grupo Bateu Matou & Convidados con el número «Festibaile».
El sistema de votación fue el mismo que se utilizó en los festivales previos, con un 50% correspondiente a 7 paneles de jurados representantes de las siete regiones estadísticas de Portugal. Cada grupo votó en orden con 12, 10 y 8-1 punto en orden de preferencia a las 10 finalistas. Una vez reveladas todas las votaciones, éstas se sumaron y el país con la mayor puntuación recibió 12 puntos, el segundo 10 puntos, el tercero 8 puntos y así sucesivamente de 7 a 1 punto en orden decreciente. El restante 50% perteneció a la votación del público, votando de la misma forma 12, 10 y 8-1 punto a las 10 finalistas en función de la cantidad de votos recibidos.
Tras las votaciones, MARO fue declarada ganadora tras obtener la puntuación máxima del jurado regional y el televoto, sumando 24 puntos. Su tema de corte indie pop «Saudade saudade» llegó como la máxima favorita dentro de los finalistas, después de lograr entrar al Top 50 Viral de Spotify Portugal un par de semanas antes del concurso y llegando a liderar la lista días antes de la final. Días después de la final, la canción logró llegar también al tercer lugar del Top 50 de Spotify Portugal. El tema fue escrito por la propia Maro junto a John Blanda, dedicada a su abuelo fallecido y se convirtió en la segunda canción ganadora en la historia que contiene inglés, aunque en este caso combinado con el portugués.
Debajo de Maro, hubo un empate a 14 puntos entre tres canciones, resuelto por medio del televoto. El segundo lugar fue para el grupo Os Quatro e Meia con la balada de cantautor «Amanhã», elegidos por medio de la selección abierta y que también fueron los segundos preferidos por el televoto. El tercer lugar fue para FF con el fado «Como é bom esperar alguém», tercero también en el ranking por el televoto. Finalmente el cuarto lugar fue para Diana Castro y el tema soul «Ginger Ale».
| N.º | Artista            | Canción                     | Jurado | Televoto | Lugar | Puntos |
| --- | ------------------ | --------------------------- | ------ | -------- | ----- | ------ |
| 1   | Pongo e Tristany   | «DÉGRÁ.DÊ»                  | 7      | 3        | 6     | 10     |
| 2   | SYRO               | «Ainda nos temos»           | 3      | 6        | 9     | 9      |
| 3   | Milhanas           | «Corpo de mulher»           | 8      | 2        | 7     | 10     |
| 4   | Inês Homem de Melo | «Fome de viagem»            | 2      | 7        | 8     | 9      |
| 5   | Aurea              | «Why?»                      | 6      | 5        | 5     | 11     |
| 6   | Os Quatro e Meia   | «Amanhã»                    | 4      | 10       | 2     | 14     |
| 7   | FF                 | «Como é bom esperar alguém» | 6      | 8        | 3     | 14     |
| 8   | Diana Castro       | «Ginger Ale»                | 10     | 4        | 4     | 14     |
| 9   | MARO               | «Saudade saudade»           | 12     | 12       | 1     | 24     |
| 10  | Pepperoni Passion  | «Código 30»                 | 1      | 1        | 10    | 2      |

#### Votación de jurado
| N.º | Artista            | Canción                     | Norte | Centro | Lisboa y Valle de Tajo | Alentejo | Algarve | Madeira | Azores | Lugar | Total | Puntos |
| --- | ------------------ | --------------------------- | ----- | ------ | ---------------------- | -------- | ------- | ------- | ------ | ----- | ----- | ------ |
| 1   | Pongo e Tristany   | «Dégrá.dê»                  | 8     | 7      | 8                      | 4        | 4       | 1       | 10     | 4     | 42    | 7      |
| 2   | SYRO               | «Ainda nos temos»           | 2     | 4      | 6                      | 3        | 8       | 3       | 1      | 8     | 27    | 3      |
| 3   | Milhanas           | «Corpo de mulher»           | 5     | 10     | 7                      | 8        | 7       | 10      | 5      | 3     | 52    | 8      |
| 4   | Inês Homem de Melo | «Fome de viagem»            | 3     | 1      | 4                      | 7        | 1       | 4       | 4      | 9     | 24    | 2      |
| 5   | Aurea              | «Why?»                      | 7     | 6      | 2                      | 6        | 12      | 5       | 2      | 5     | 40    | 6      |
| 6   | Os Quatro e Meia   | «Amanhã»                    | 10    | 3      | 5                      | 2        | 6       | 7       | 3      | 7     | 36    | 4      |
| 7   | FF                 | «Como é bom esperar alguém» | 4     | 8      | 1                      | 12       | 3       | 6       | 6      | 5     | 40    | 6      |
| 8   | Diana Castro       | «Ginger Ale»                | 6     | 5      | 12                     | 10       | 5       | 8       | 7      | 2     | 53    | 10     |
| 9   | MARO               | «Saudade saudade»           | 12    | 12     | 10                     | 5        | 10      | 12      | 12     | 1     | 73    | 12     |
| 10  | Pepperoni Passion  | «Código 30»                 | 1     | 2      | 3                      | 1        | 2       | 2       | 8      | 10    | 19    | 1      |

#### Máximas Puntuaciones
| N. | A                           | De                                      |
| -- | --------------------------- | --------------------------------------- |
| 5  | «Saudade saudade»           | Norte, Centro, Madeira, Azores, Público |
| 1  | «Ginger Ale»                | Lisboa y Valle de Tajo                  |
| 1  | «Como é bom esperar alguém» | Alentejo                                |
| 1  | «Why?»                      | Algarve                                 |

## Transmisión
| País                               | Canal                                    | Comentaristas                     | Ref.   |
| ---------------------------------- | ---------------------------------------- | --------------------------------- | ------ |
| Portugal                           | RTP1                                     | Sin comentadores                  | [ 5 ]  |
| Portugal                           | Antena 1                                 | Sin comentadores                  | [ 5 ]  |
| Portugal                           | RTP Accesibilidades (en lengua de señas) |                                   | [ 5 ]  |
| Portugal (para el resto del mundo) | RTP Internacional                        | Sin comentadores                  | [ 5 ]  |
| Portugal (para el resto del mundo) | RTP Play                                 | Hugo van der Ding                 | [ 5 ]  |
| Portugal (para África)             | RTP África                               | Sin comentadores                  | [ 5 ]  |
| España                             | RTVE Play                                | Sin comentadores                  | [ 18 ] |
| España                             | TEN TV                                   | Luis Mesa, Isaac Urrea            | [ 19 ] |
| Galicia (España)                   | TVG2                                     | Esther Estévez, Rodrigo Paganelli | [ 20 ] |
| Galicia (España)                   | CRTVG (por plataforma Twitch)            | Esther Estévez, Rodrigo Paganelli | [ 20 ] |

## Audiencias
| Gala        | Fecha               | Audiencia    | Audiencia         | Ref.   |
| Gala        | Fecha               | Espectadores | Cuota de pantalla | Ref.   |
| ----------- | ------------------- | ------------ | ----------------- | ------ |
| Semifinal 1 | 5 de marzo de 2022  | 548,000      | 12.7%             | [ 21 ] |
| Semifinal 2 | 7 de marzo de 2022  | 409,000      | 9.6%              | [ 22 ] |
| Final       | 12 de marzo de 2022 | 638,000      | 16%               | [ 23 ] |

## En Eurovisión

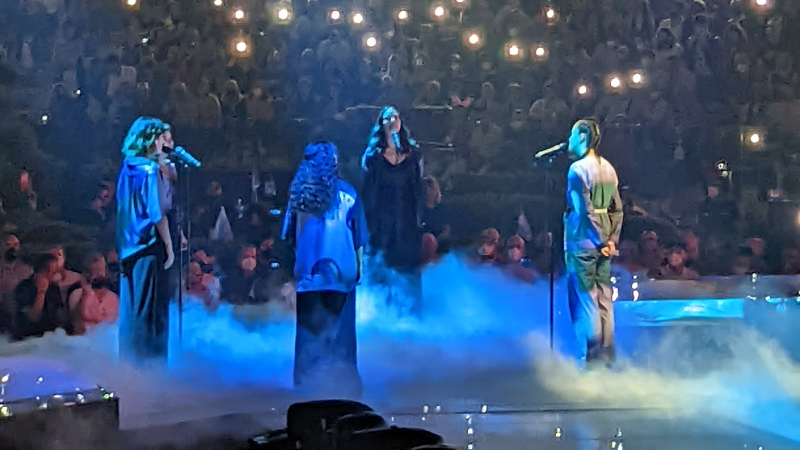
Maro y sus coristas durante la primera semifinal.

El Festival de la Canción de Eurovisión 2022 tuvo lugar en el Pala Alpitour de Turín, Italia tras la victoria del grupo italiano Måneskin con la canción «Zitti e buoni» en 2021. De acuerdo a las reglas del festival, Portugal tuvo que presentarse desde las semifinales en el Festival de la Canción de Eurovisión. En el sorteo realizado el 25 de enero de 2022, Portugal fue sorteada en la primera semifinal del festival. A finales de marzo, el orden de actuación fue anunciado, determinando que Portugal se presentaría en la posición 10 de la semifinal.
La primera semifinal tuvo lugar el 10 de mayo de 2022. Al final del show, Portugal fue anunciada como uno de los países clasificados a la gran final. Los resultados publicados días más tarde revelaron que Maro se clasificó en 4.ª posición de la semifinal con 208 puntos: 121 puntos del jurado profesional (4° lugar) y 87 del televoto (6° lugar).
Cuatro días más tarde, el 14 de mayo de 2022, se realizó la gran final, presentándose Portugal en la posición 3. En la primera mitad de la votación, correspondiente a la de los jurados nacionales, Portugal se colocó en 5° lugar con 171 puntos, siendo votada por 29 de los 39 países votantes. Posteriormente se anunció su puntuación recibida por el televoto: 36 puntos la colocaron en el lugar 15. Finalmente, MARO se colocó en 9.ª posición en la sumatoria final con 207 puntos, convirtiéndose en la undécima vez que el país luso se ubica entre los diez primeros del concurso, la primera desde su victoria en 2017.